# رومان دیاز
رومان دیاز (انگلیسی: Román Díaz؛ زادهٔ ۳۱ ژوئیهٔ ۱۹۸۰) بازیکن فوتبال اهل آرژانتین است.
از باشگاه‌هایی که در آن بازی کرده‌است می‌توان به باشگاه فوتبال روساریو سنترال اشاره کرد.